# Tonwelle
Tonwelle è un album in studio del progetto musicale Richard Wahnfried, pubblicato nel 1981.

## Il disco
Fra gli ospiti dell'album vi fu il chitarrista Manuel Göttsching che, secondo il leader della formazione Klaus Schulze, "ruba la scena".
Un'edizione dell'album pubblicata nel 2012 dall'etichetta Made in Germany presenta i brani impostati erroneamente con una velocità diversa.
Tonwelle venne ristampato con due tracce bonus aggiunte.

## Tracce
Musiche di Klaus Schulze.
1. Schwung (Momentum) – 17:03
2. Druck (Pressure) – 18:34
3. Angry Young Boys (Bonus track) – 13:27
4. Rich Meets Max (Bonus track) – 14:01

## Formazione
- Klaus Schulze – sintetizzatori
- Manuel Göttsching – chitarra
- Michael Shrieve – batteria
- Michael Garvens – voce